# Antonio Barberini

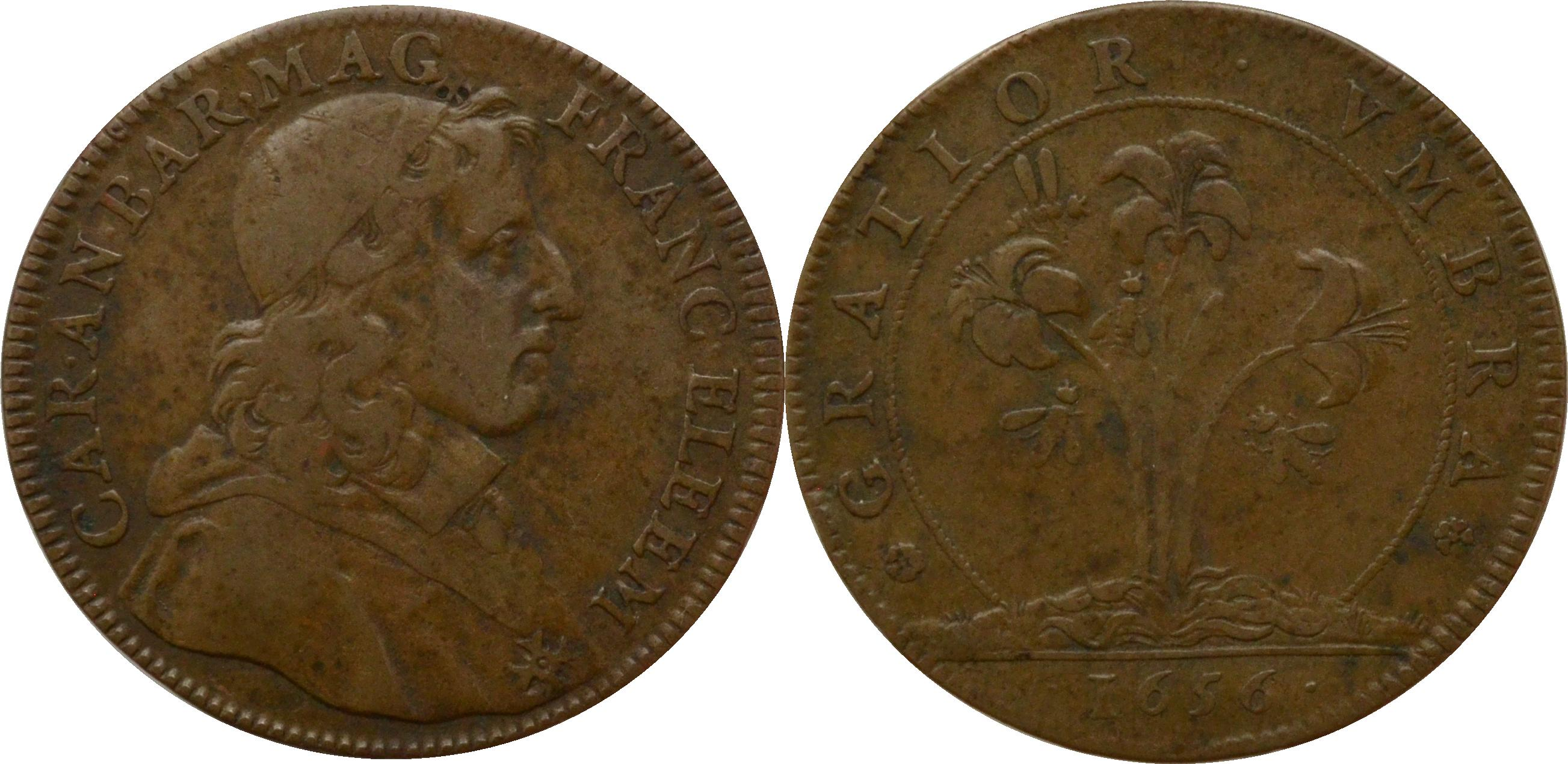
Jeton 1656 Antoine Barberini grootaalmoezenier van Frankrijk

Antonio Barberini (Rome, 5 augustus 1607 - Nemi, 3 augustus 1671) was een Italiaanse kardinaal en kunstmecenas. Hij was een neef van Paus Urbanus VIII.

## Biografie
Antonio Barberini werd geboren als de derde zoon Carlo Barberini en Costanza Magalotti. Hij verkreeg zijn scholing aan het Collegio Romano.
Op twintigjarige leeftijd werd Antonio Barberini door zijn oom Paus Urbanus VIII verheven tot kardinaal. In zijn eerste jaren in dienst van zijn oom kreeg hij vele diplomatieke missies. Hij verkreeg de rijke abdij van Nonantola en Tre Fontane. In 1633 werd hij benoemd tot pauselijk legaat in Avignon. Vijf jaar later verkreeg hij de positie van Camerlengo. In deze periode woonde Barberini in het Palazzo Barberini. Hij was ook een belangrijke begunstiger van kunstenaars, waaronder Gian Lorenzo Bernini.
Ondanks de macht die Antonio Barberini en zijn broer Taddeo hadden gekregen waren ze nog niet tevreden. In 1641 bezetten ze met een legermacht het hertogdom Castro in een poging dit hertogdom te veroveren op Odoardo Farnese. Farnese werd geëxcommuniceerd door de paus, maar door de grote haat tegen de Barberini's wist hij de steun te verkrijgen van onder andere Frankrijk en Venetië. In 1644 werd het pauselijk leger verslagen en hierbij werd Antonio Barberini bijna gevangen genomen.
In datzelfde jaar overleed Urbanus VIII en in het conclaaf dat volgde speelde de factie van de Barberini's een belangrijke rol in de verkiezing van de pro-Franse kandidaat Giovanni Battista Pamphili, die na zijn verkiezing de naam Innocentius X aannam. Na zijn verkiezing nam Innocentius de bezittingen van de Barberini's in beslag met de aanklacht dat ze illegaal kerkelijk geld hadden vergaard. Hierop moesten Antonio Barberini en zijn broers vluchten naar Frankrijk. Hier verkregen ze de bescherming van kardinaal Mazarin. Onder Franse militaire druk werden de aanklachten van de paus tegen de Barberini's in 1653 ingetrokken waarop de familie van Antonio Barberini terug kon keren in Rome.
Door zijn goede relaties met de Fransen verbleef Barberini met enige regelmaat na deze terugkeer ook in Frankrijk. Barberini zou in Frankrijk gekozen worden tot de ambten van bisschop van Poitiers en aartsbisschop van Reims. Hij overleed in Nemi op 3 augustus 1671, twee dagen voor zijn verjaardag.

## Privéleven
Door tijdgenoten werd Antonio Barberini omschreven als een meedogenloze, ambitieuze man die narcistisch arrogant was.
De vermeende homoseksualiteit van Antonio Barberini, en zijn broer Francesco, waren in de jaren dertig van de zeventiende eeuw het gesprek van de dag in Rome. Een van de oogappels van Barberini was de jongeman Gualtiero Gualtieri die in zijn hofhouding diende. De verliefdheid tussen de twee was niet geheel wederzijds en op den duur leidde dit tot een ruzie tussen de twee. Hierdoor ontsloeg de kardinaal Gualtieri uit zijn dienst en deze ging vervolgens vechten voor het Heilig Roomse Rijk. Hij stierf tijdens de oorlog en zijn dood werd Barberini aangerekend door zijn tijdgenoten. Daarnaast zou Barberini een verhouding hebben gehad met de castraat Marc'Antonio Pasqualini. Barberini gaf Pasqualini het nodige geld en deze gunsten kreeg de kardinaal terug door optredens van de castraat zowel voor als achter de schermen.